# 21cm-lijn
De 21cm-lijn van waterstof is een emissielijn waarvan de golflengte (21,106 114 054 13 cm in vacuüm) in het radiogebied ligt. De emissielijn ontstaat wanneer de spin van het elektron van een waterstofatoom spontaan omklapt. Bij dit proces komt een kleine hoeveelheid energie vrij in de vorm van radiostraling. Hoewel deze overgang strikt genomen verboden is, is er toch een minieme kans dat een elektron daadwerkelijk deze overgang maakt. Omdat de hoeveelheid waterstofatomen in het interstellair medium zo gigantisch groot is, levert de som van al die zeldzame overgangen een meetbaar radiosignaal. Het was aan de hand van deze overgang dat voor het eerst de spiraalstructuur van de Melkweg werd waargenomen.

## Fysische oorsprong

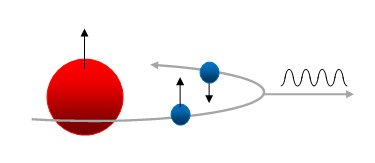
De fysische oorsprong van de 21cm-emissielijn: de overgang van parallelle naar tegengestelde spin. Het proton en het elektron zijn hier voor de eenvoud als kleine bolletjes afgebeeld.

Een neutraal waterstofatoom bestaat uit een proton dat als kern fungeert en één elektron. Beide hebben spin. De twee deeltjes kunnen hierbij dezelfde, parallelle spin hebben of tegengestelde spin. In het eerste geval heeft het elektron een minieme hoeveelheid energie meer dan in het tweede geval. Dit kleine verschil wordt de hyperfijnstructuur genoemd, niet te verwarren met de fijnstructuur. In dit specifiek geval gaat het over een waterstofatoom in de 1s-grondtoestand. Als bij een elektron dat parallelle spin heeft de spin wordt omgeklapt, komt er een kleine hoeveelheid energie vrij. Deze kleine hoeveelheid energie wordt uitgezonden als een foton. 
In dit geval is die energie slechts {\displaystyle \scriptstyle 5,9\,10^{-6}} eV, wat overeenstemt met een golflengte van 21 cm of een frequentie van 1420,4 MHz, dus een golflengte in het gebied van de radiostraling. Het punt is echter dat deze overgang van parallelle naar tegengestelde spin in principe niet toegestaan is volgens de wetten van de kwantumfysica. De kans dat deze overgang effectief plaatsvindt is dan ook uitzonderlijk klein. Het omklappen van de spin heeft een halveringstijd in de orde van 10 miljoen jaar. Deze halveringstijd wordt in de praktijk echter aanzienlijk verkort door botsingen van waterstofatomen onderling, of met andere deeltjes of door kosmische straling. Deze processen zorgen ook voor het omgekeerde proces waarbij van de lagere energietoestand (tegengestelde spin) weer naar de hogere (parallelle spin) kan worden overgegaan. Anders zou na verloop van een aantal miljoenen jaren alle waterstof zich in de lagere energietoestand bevinden en zou de 21 cm-emissielijn niet meer aanwezig zijn. Nu treedt in een interstellaire wolk een evenwicht op tussen beide toestanden waarbij de overgangen tussen parallelle spin en tegengestelde spin elkaar in evenwicht houden.

## Waarneming van de structuur van de Melkweg
Het belang van de 21 cm-emissielijn voor de sterrenkunde werd voor het eerst geopperd door de Nederlandse astronoom Hendrik C. van de Hulst, in 1944. 

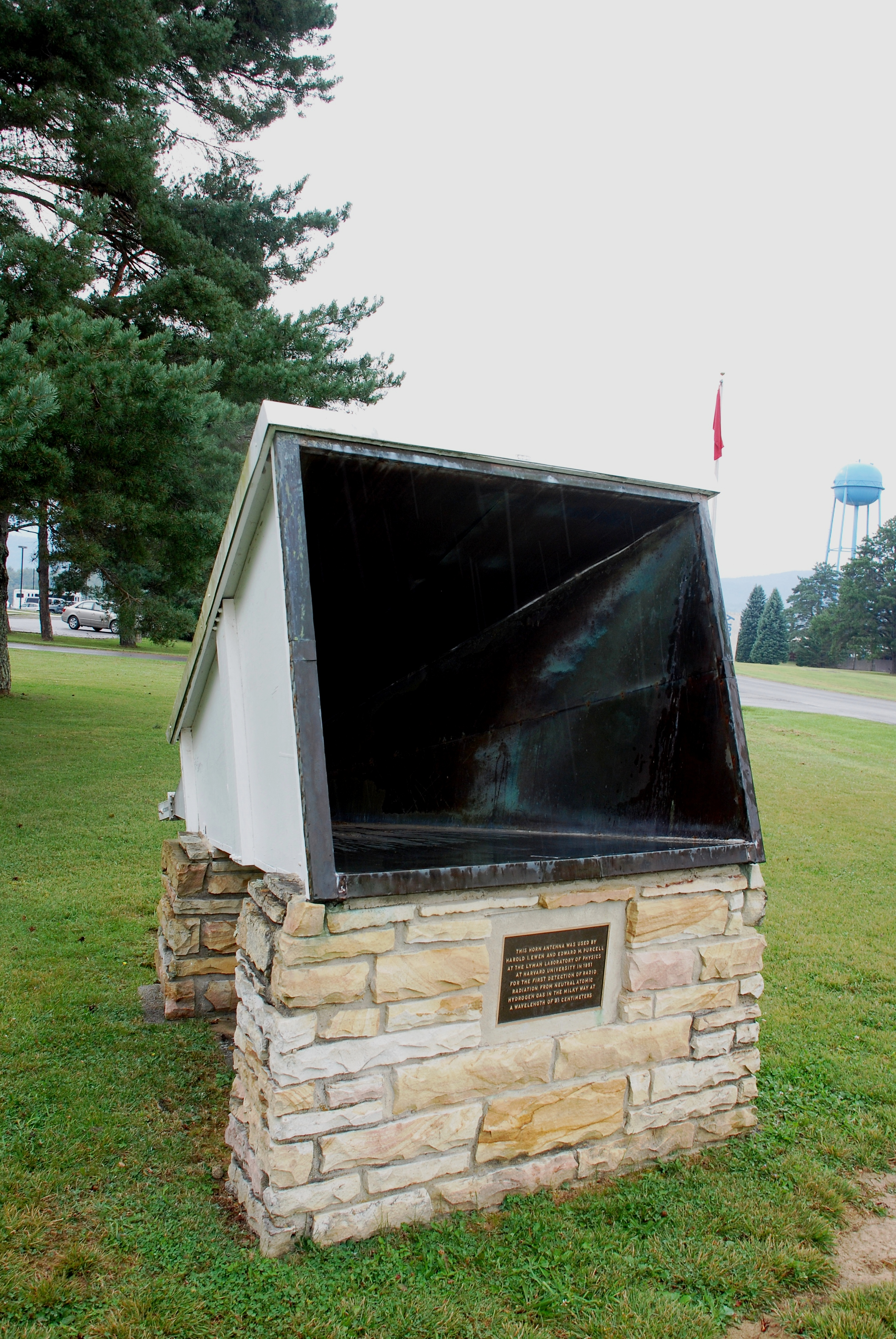
De hoornantenne die gebruikt werd door Een en Purcell voor de eerste detectie van de 21-cm lijn

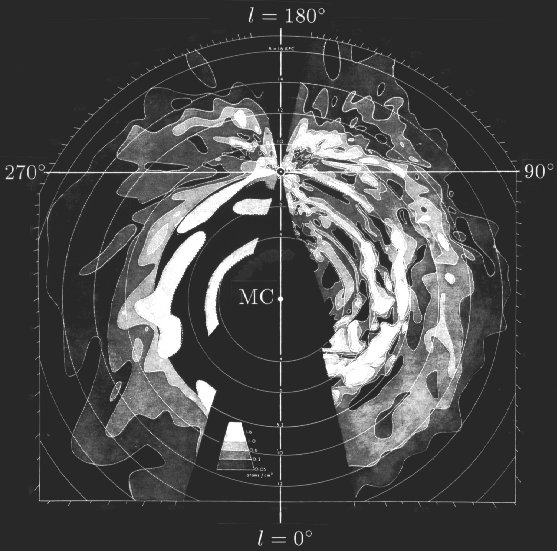
De radiokaart van de Melkweg door Oort et al. Bron: Monthly Notices of the Royal Astronomical Association (1958) vol. 118, p. 379

De straling werd voor het eerst waargenomen door Harold Ewen en Edward Purcell (Lyman Laboratory, Harvard University) op 25 maart 1951. Van de Hulst en Jan Hendrik Oort gebruikten vervolgens een analoge techniek (met behulp van een Würzburg-antenne in Radio Kootwijk) om aan de hand van de 21cm-lijn een radiobeeld van de Melkweg te maken en zo voor het eerst de spiraalstructuur aan te tonen. De spiraalarmen bevatten voldoende neutraal waterstof om een waarneembare bron te zijn van deze emissie. Door de absorptie van visueel licht is het niet mogelijk een dergelijk globaal beeld van de structuur van de Melkweg te verkrijgen door middel van waarnemingen met zichtbaar licht, maar voor de 21 cm-straling is de Melkweg veel transparanter.
In 1963 zijn met behulp van metingen van deze lijn hogesnelheidswolken in het Melkwegstelsel ontdekt. 
De techniek kan ook worden toegepast om de structuur van andere sterrenstelsels in kaart te brengen, waarbij in dat geval de radiowaarnemingen op 21 cm vergeleken kunnen worden met waarnemingen in andere golflengtegebieden.